# Ломбарди, Родриго
Родри́го Марангуа́пи Ломба́рди (порт.-браз. Rodrigo Maranguape Lombardi; род. 15 октября 1976, Сан-Паулу) — бразильский актёр и актёр озвучивания. Получил известность после того, как сыграл Раджа Ананду в телесериале «Дороги Индии» в 2009 году, за что получил высокую оценку и был номинирован на несколько наград. Также снимался в таких известных телесериалах, как «Страсть» (2010), «Спаси меня, Святой Георгий» (2012), «Тайные истины» (2015), «Сила желания» (2017), «Тюремщики» (2017—2021) и «Одержимость тобой» (2024).

## Биография
Родился 15 октября 1976 года в Сан-Паулу (Бразилия). Является выходцем из семьи среднего класса из Сан-Паулу и сын домохозяйки Роуз Ломбарди и торгового представителя Ари Ломбарди. Он хотел стать волейболистом, когда в возрасте 17 лет поехал изучать английский язык в Сан-Диего (США). Однако, не имея финансовых средств оставаться в стране без рабочей визы, он вернулся в столицу Сан-Паулу, где работал турагентом и официантом, пока не накопил сбережения и не записался на театральные курсы, где исполнил свою первую пьесу и продолжил в этом направлении свою артистическую карьеру.

## Личная жизнь
В 2005 году женился на визажистке Бетти Баумгартен. У них есть единственный сын Рафаэль Баумгартен Ломбарди, родившийся в Сан-Паулу 15 января 2008 года.